# Portada/article juliol 9

## Rembrandt van Rijn
Rembrandt Harmenszoon van Rijn (Leiden, Països Baixos, 15 de juliol de 1606 – Amsterdam, 4 d'octubre de 1669) fou un pintor i gravador holandès. Generalment és considerat com un dels més grans pintors i gravadors de la història de l'art europeu i el més important de la història holandesa. Les seves contribucions a l'art va formar part d'un període que els historiadors anomenen Edat d'Or Holandesa.
En les seves pintures i gravats mostra un coneixement complet de la iconografia clàssica, que modela per adaptar-se a les exigències de la seva pròpia experiència; per tant, en la representació d'una escena bíblica, Rembrandt tenia un bon coneixement del text específic, l'assimilació de la composició clàssica, i les seves observacions de la població jueva d'Amsterdam. A causa de la seva empatia per la condició humana, que ha estat anomenat "un dels grans profetes de la civilització."